# Stella Rabello
Stella Rabello (Rio de Janeiro, 1976) é uma atriz brasileira. Em 2015 fora premiada na 27ª edição do Prêmio Shell, por sua atuação em E se elas fossem para Moscou?. É membro fundadora do grupo Foguetes Maravilha desde 2008, com Alex Cassal, Felipe Rocha e Renato Linhares. Trabalha desde 2007 com a diretora Christiane Jatahy. É filha da também atriz Ângela Rabelo.

## Carreira
Cursou Comunicação Social (habilitação em Rádio e TV) na Universidade Federal do Rio de Janeiro e Licenciatura em Dança na Faculdade Angel Vianna. 
Sua carreira começou em 1991. De 2002 a 2006 integrou a Armazém Companhia de Teatro e também a Companhia Ensaio Aberto, de Luiz Fernando Lobo. Participou de diversos espetáculos, tanto como atriz e assistente de direção. Em 2014 atuou em E se elas fossem para Moscou?, com direção de Christiane Jatahy, baseado n'As três irmãs, de Anton Tchekhov. 

## Filmografia

### Televisão
| Ano       | Título               | Personagem                  | Notas                         |
| --------- | -------------------- | --------------------------- | ----------------------------- |
| 2025      | Reencarne            | [ 2 ]                       |                               |
| 2023      | Últimas Férias       | Dra. Dora Sertá Bittencourt |                               |
| 2023      | Os Outros            | Delegada Magalhães          |                               |
| 2023      | A Vida pela Frente   | Regina Cavalcante           |                               |
| 2021      | Verdades Secretas II | Médica                      |                               |
| 2021      | Sob Pressão          | Regina                      | Episódio: "21 de outubro"     |
| 2020      | Nós                  | Adriana                     |                               |
| 2020      | Amor de Mãe          | Kátia (jovem)               | Episódio: "10 de março"       |
| 2016-2018 | Me Chama de Bruna    | Georgette (Malu)            | Temporadas 1–3                |
| 2012      | Tapas & Beijos       | Carminha                    | Episódio: "Cenourinha Brasil" |

### Cinema
| Ano  | Título               | Personagem         | Notas          |
| ---- | -------------------- | ------------------ | -------------- |
| 2024 | A Procura de Martina | Vizinha            |                |
| 2024 | A Vilã das Nove      | Tia Raquel         |                |
| 2021 | Ana. Sem Título      | Stela              |                |
| 2018 | Aos Teus Olhos       | Marisa             |                |
| 2017 | Meio Disso           | Sarah              | Curta-metragem |
| 2016 | Janela               |                    | Curta-metragem |
| 2012 | Sobre Saltos         | —                  | Curta-metragem |
| 2010 | O Bolo               | Convidada da festa |                |
| 2004 | O Deus da Raça       | Ledora da carta    |                |

## Teatro
- 2017/2023 - Mortos Vivos
- 2018 - Ítaca – Nossa Odisseia 1
- 2016 - Laio e Crísipo
- 2015/2020 - E se elas fossem para Moscou?
- 2013 - Síndrome de Chimpanzé
- 2013 - Mundo Maravilha
- 2012 - Vestido de Noiva
- 2011/2012 - Os Altruístas
- 2011 - Corte Seco
- 2011/2014 - Ninguém falou que seria fácil
- 2008 - A Falta Que Nos Move
- 2006 - Olga Benário - Um Breve Futuro
- 2006 - Havana Café
- 2006 - A Missa dos Quilombos
- 2005 - Toda Nudez Será Castigada
- 2004 - A Caminho de Casa
- 2003 - Casca de Noz
- 2002 - Pessoas Invisíveis
- 2001 - É…
- 2000 - Cinderela
- 1999 - A Dança dos Mitos
- 1998 - Cabaré Youkali
- 1998 - A Mãe
- 1997 - O Interrogatório

Fonte:

## Prêmios e indicações
| Ano  | Prêmio       | Indicação    | Trabalho                      | Resultado | Ref.  |
| ---- | ------------ | ------------ | ----------------------------- | --------- | ----- |
| 2015 | Prêmio Shell | Melhor Atriz | E se elas fossem para Moscou? | Venceu    | [ 8 ] |